# Salchipapa
La salchipapa (de salchicha y papa) es una comida rápida suramericana que consiste en rodajas fritas de salchicha con papas a la francesa. El plato se sirve con diferentes salsas, como mayonesa, kétchup y mostaza, crema de aceituna, junto con ají o guindillas.

## Historia
En Lima, en la década de 1950, se comenzó a vender en un local llamado Piano Bar Múnich con el nombre de «Piqueo Múnich», propiedad de Hans y Helga, una pareja suiza-alemana, pasando posteriormente a comercializarse en las calles. El tercer domingo de noviembre se celebra el "Día de la Salchipapa".
Desde junio de 2024, en Barranquilla, Colombia, se celebra anualmente el Festival de la Salchipapa durante 4 días. En el evento participan más de 25 restaurantes, más de 64 mil personas y genera más de mil millones de pesos en ventas. Se preparan más de 53 mil salchipapas. Además, se realizan distintas actividades como concursos de comelones y de baile. En 2024 se preparó la salchipapa más grande de Colombia, de más de 8 metros de largo con más de 9 proteínas.

## Descripción
Se suele consumir con diferentes acompañamientos como kétchup, mostaza, mayonesa, salsa de piña, salsa bbq, salsa verde, crema de aceituna, chile/ají, orégano, huevo frito, pollo desmechado, tocineta, trocitos de chuleta, alitas bbq, maicitos, piña, jamón, distintos quesos, tomate, lechuga o ensalada de col.

## Variantes
A veces se añade un huevo frito o queso por encima; también puede servirse con tomate y lechuga, y en ocasiones se adorna con orégano.
La choripapa cambia la salchicha por chorizo. El salchipollo consiste en añadirle pollo deshilachado a la salchipapa.[cita requerida]
En Perú existen muchas variantes de la salchipapa.
En Ecuador la salchipapa tiene variantes como el papipollo (papas con pollo). El 1 de junio de 2019 se elaboró la salchipapa más grande del mundo en Quito.[actualizar]
En Venezuela se tiene la choriyuca, en la cual se emplea chorizo y yuca (la cual puede estar hervida o frita). Emula entonces a la parrilla.

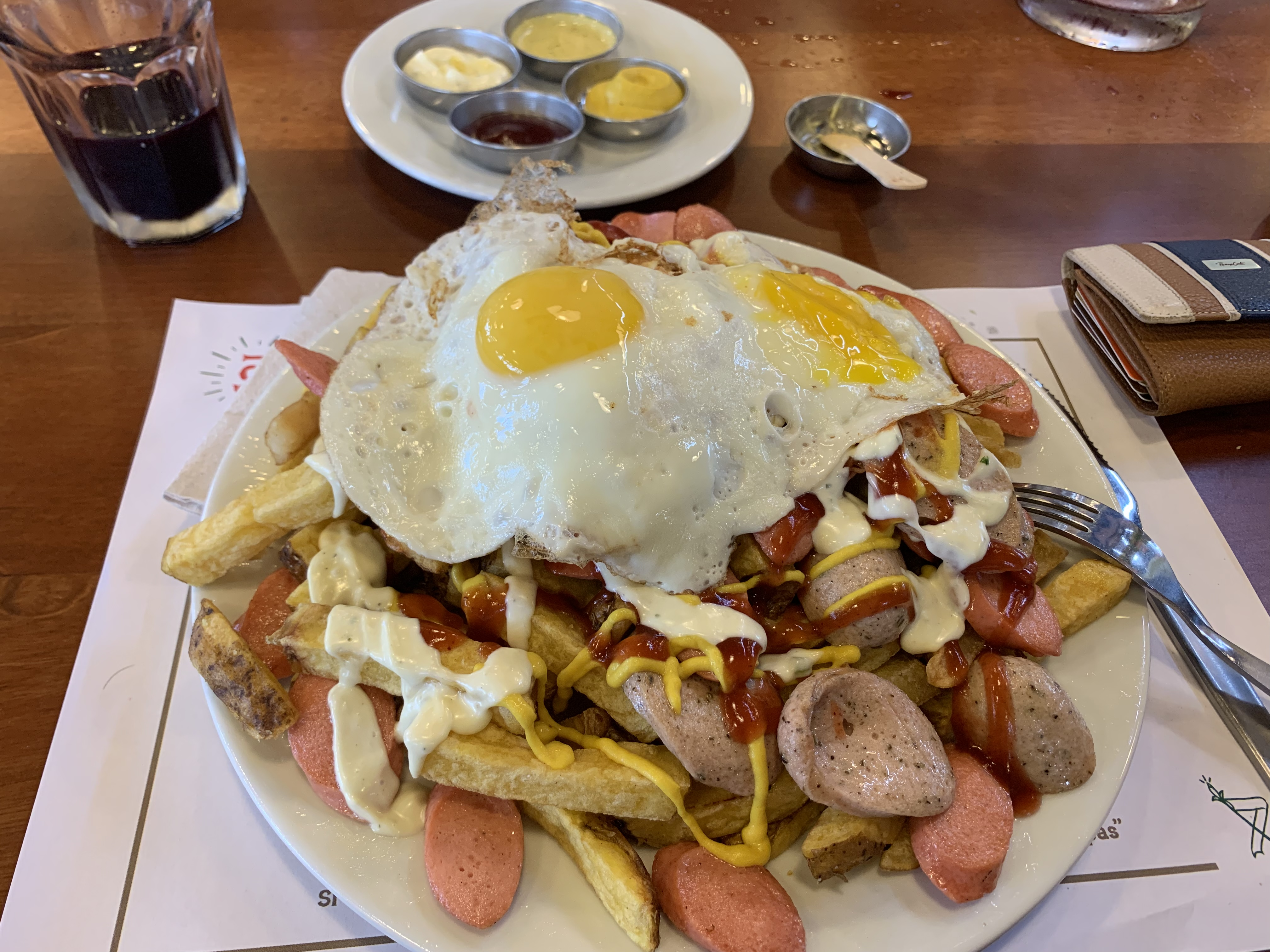
Salchipapa ecuatoriana.
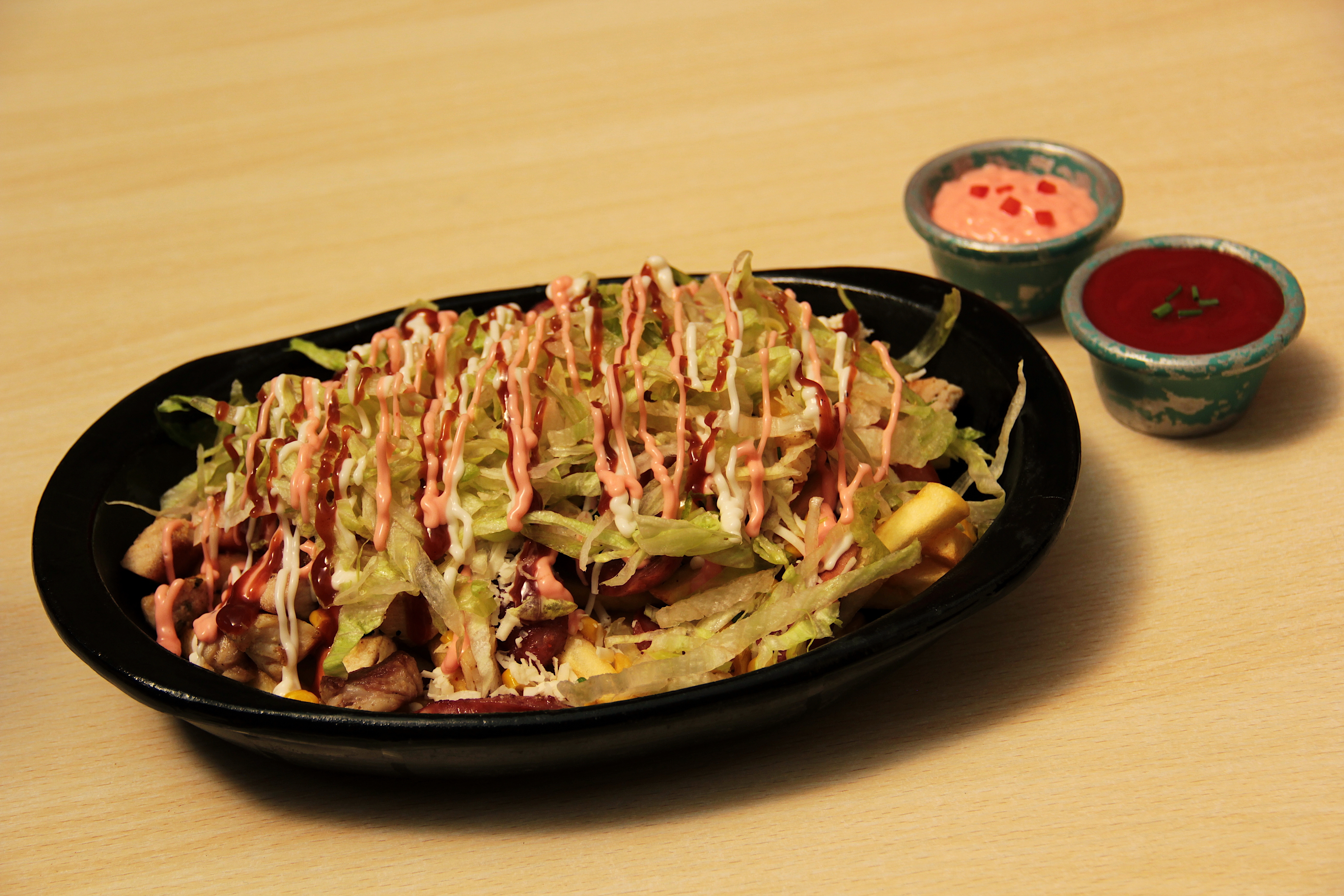
Salchipapa colombiana
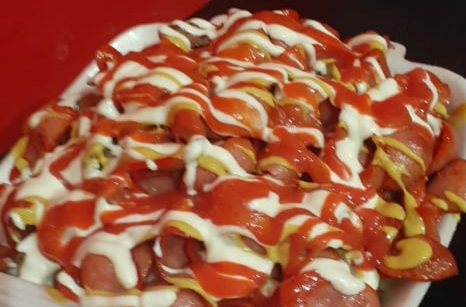
Salchipapa boliviana